# Das alte Lied (Lied)
Das alte Lied ist ein 1927 veröffentlichtes Wienerlied. Die Musik wurde von Hilde Loewe-Flatter geschrieben, der Text stammt von Fritz Löhner-Beda. 

## Entstehung und Verbreitung
Hilde Loewe-Flatter war Pianistin und gab mit dem Burgschauspieler Raoul Aslan Konzert- und Chansonabende. Aslan ermutigte sie, zu komponieren und ihre Werke zu veröffentlichen. Daraufhin widmete sie ihm ihre erste herausgegebene Komposition Das Alte Lied. Es erschien 1927 im Bohème Verlag unter ihrem Pseudonym Henry Love. 
Das Lied wurde zu einem weltbekannten Evergreen. Zu den Interpreten gehörten Richard Tauber, der es oft als Zugabe sang und in seinem ersten Tonfilm Ich glaub nie mehr an eine Frau verwendete. Rudolf Schock sang es in seinem Film Der fröhliche Wanderer. Weitere Versionen erschienen von Marlene Dietrich, Freddy Quinn und anderen.
Für Carol Reeds bekannten Filmklassiker Der dritte Mann bearbeitete Anton Karas den Song für die Zither, ohne dass der Name Henry Love Erwähnung fand.